# Ismael González Núñez
Ismael González Núñez, (24 de septiembre de 1984 - 27 de abril de 2010) fue un atleta español 

## Biografía
Nació el 24 de septiembre de 1984 en Careñes, Villaviciosa (Principado de Asturias), aunque residía en Tarrasa. Era Decatleta que competía con el equipo nacional.
Empezó a hacer atletismo en el IES de Villaviciosa gracias a su entrenadora de gimnasia Victoria que supo ver en él las cualidades que más tarde le llevarían al Equipo Nacional, a continuación tomó el relevo su entrenador Solís y posteriormente sería Obies, quien le acompañó en sus inicios en Asturias e impulsó su carrera, acentuando sus características innatas antes de marchar a la capital.
A los 16 años se marchó a Madrid. Allí conoció a su entrenador José Luis Martínez (Marti). Estuvo nueve años becado en la Residencia Blume de Madrid. El año 2009 se desplazó a Tarrasa para ponerse a las órdenes de Fernando. Ismael Pertenecía en la actualidad al club EAMJ Playas de Gandía.
Era una de las grandes promesas del decatlón español. Formó parte del ascenso, en 2009, de la Selección de atletismo de España a la máxima categoría continental en la Copa de Europa de Combinadas. Una de sus mejores pruebas era de lanzamiento de disco o de jabalina, aunque se defendía muy bien en todas las especialidades.
Falleció el 27 de abril de 2010 de forma inesperada en las pistas de atletismo de Barberá del Vallés.